# Khâemouaset (frère de Ramsès Ier)
Pour les articles homonymes, voir Khâemouaset.
Khâemouaset est l'un des frères de Pa-Ramessou. Ce dernier est vizir sous Horemheb  et devient prince héritier, devenant ainsi le futur Ramsès Ier.

## Généalogie
Il naît dans une famille noble de Basse-Égypte, installée près d'Avaris, l'ancienne capitale hyksôs, dans le delta du Nil. Sa famille, qui n'était pas d'ascendance royale, honorait particulièrement le culte de Seth.
Khâemouaset a cinq sœurs et trois frères, dont le futur Ramsès Ier.
Il se marie à la dame Taemouadjsy, supérieure du harem et sœur d'Amenhotep Houy, vice-roi de Nubie et ami d'enfance de Toutânkhamon.

## Carrière
Khâemouaset bénéficie de l'ascension fulgurante de sa famille, et exerce, en tant que frère du pharaon Ramsès Ier, plusieurs fonctions administratives et religieuses.